# John Rydqvist
John Christian Rydqvist, född 26 juni 1970 i Storkyrkoförsamlingen i Stockholm, är en svensk försvarsforskare.

## Biografi
Rydqvist avlade filosofie kandidat-examen i historia vid Stockholms universitet 1998. Han avlade Master of Arts i War Studies vid King’s College London 2000. Han anställdes 2000 som forskare vid Försvarets forskningsanstalt. Denna myndighet uppgick den 1 januari 2001 i Totalförsvarets forskningsinstitut (FOI), där Rydqvist sedan dess arbetar. Vid FOI har han bland annat varit projektledare för säkerhetspolitik och massförstörelsevapen 2005–2006 och projektledare för Asienprogrammet sedan 2006.
I sin forskning har Rydqvist specialiserat sig inom området massförstörelsevapen och icke-spridning samt övergripande frågeställningar kring försvars- och säkerhetspolitik i Asien. Hans forskning behandlar också mer specifika frågor om den strategiska balansen i Stilla havet och Sydasien samt hur strategiska vapensystem påverkar den globala säkerhetspolitiska utvecklingen.
John Rydqvist invaldes 2015 som ledamot av Kungliga Krigsvetenskapsakademien.